# Kim Yu-ri
Yu-ri Kim (en coreano, 김유리, Seúl, 29 de agosto de 1989 – Seúl, 18 de abril de 2011) fue una modelo de moda surcoreana, que estuvo en actuvo en la primera década de los 2000. A pesar de ser considerada una de las más prometedoras figuras de la moda en Corea del Sur, se suicidó en la cima de su carrera.

## Biografía
Kim comenzó su carrera como modelo en 2007 cuando participó en un concurso de modelos. Durante su corta carrera en la pasarela, posó para numerosas marcas. También tuvo un acuerdo de patrocinio con una marca de automóviles en 2009.
Su madre murió de un ataque al corazón en 2009 y su padre murió de un cáncer a principios de 2011. Después de eso, su abuela fue su único referente familiar.

### Muerte
El 18 de abril de 2011, fue hallada muerta a los 21 años en su apartamento de Samseong-dong en Seúl. Antes de su muerte, había publicado varios artículos sobre sus luchas para poder ser "súper delgada" en su blog, que se publicaron después de su muerte. Se sospecha que la causa de su muerte fue por envenenamiento. De todas maneras, la autopsia no pudo confirmar la causa de su muerte.